# Старовокзальна (станція швидкісного трамвая)
«Старовокза́льна» — кінцева станція Правобережної лінії Київського швидкісного трамвая, розташована після станції «Площа Галицька». Розташована біля Центрального вокзалу. Відкрита 16 жовтня 2010 року. Поруч розташована кінцева зупинка трамваїв №15 і №18.

## Історія
До 2007 була кінцевою зупинкою для трьох маршрутів: №1, №15 і №18. У серпні—грудні 2007 року станцію реконструювали, при цьому були покладені нові рейки та оновлена контактна мережа. Після реконструкції у грудні 2007 року розворотне кільце викристовували два маршрути звичайного режиму руху: №15 і №18. До запуску в 2008 році планувалися ще два маршрути: №1 (швидкісний), №3 (швидкісний).
З 13 червня 2009 року була кінцевою для маршрутів №15 і №18, а також для автобусних маршрутів №1Т та №3Т, запроваджених замість закритих на час реконструкції швидкісної лінії трамвайних маршрутів №1; 3.
16 жовтня 2010 року станція швидкісного трамвая відкрита після реконструкції. Платформа обладнана навісом та турнікетами.

## Галерея

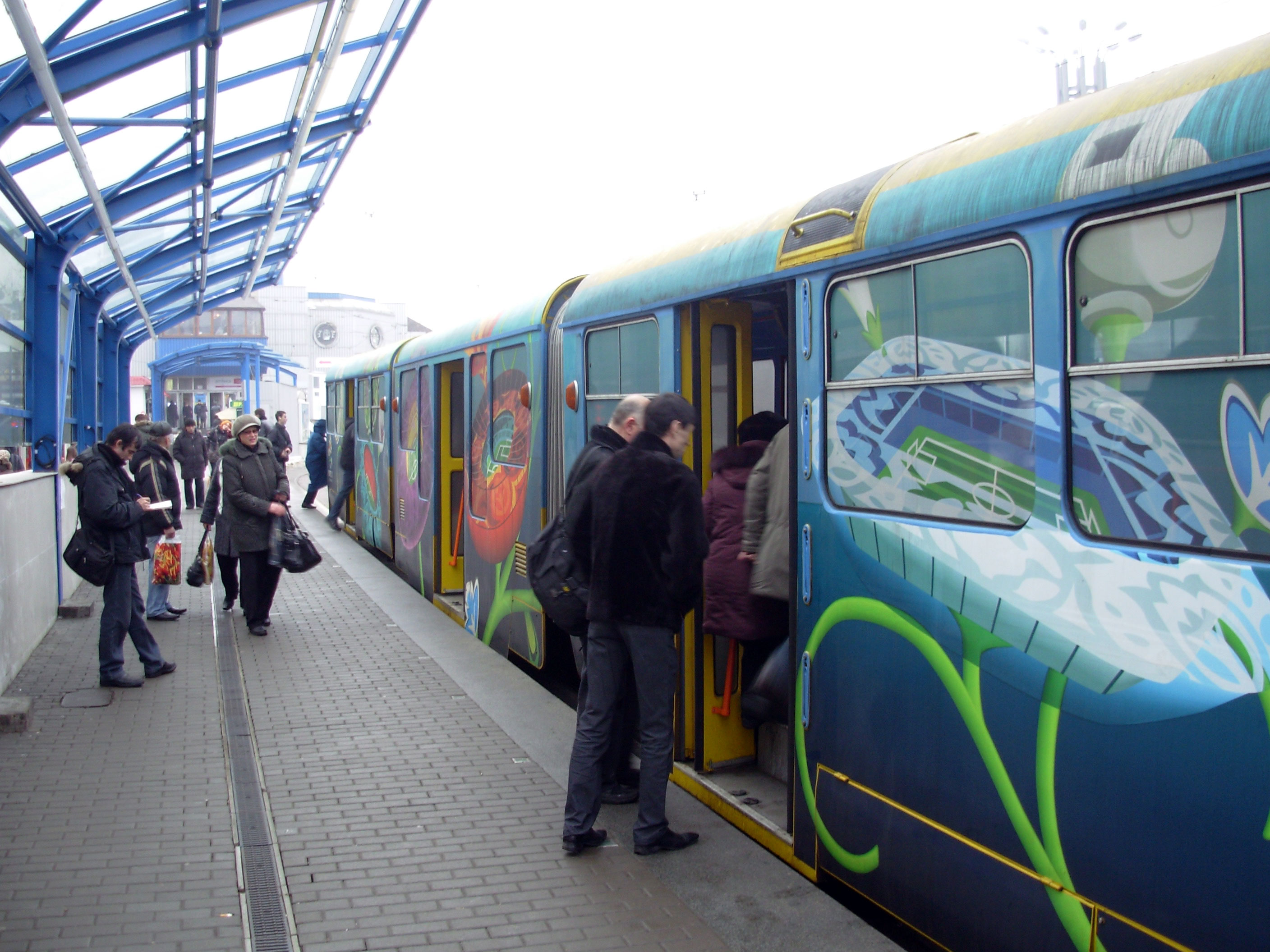
Платформа для посадки
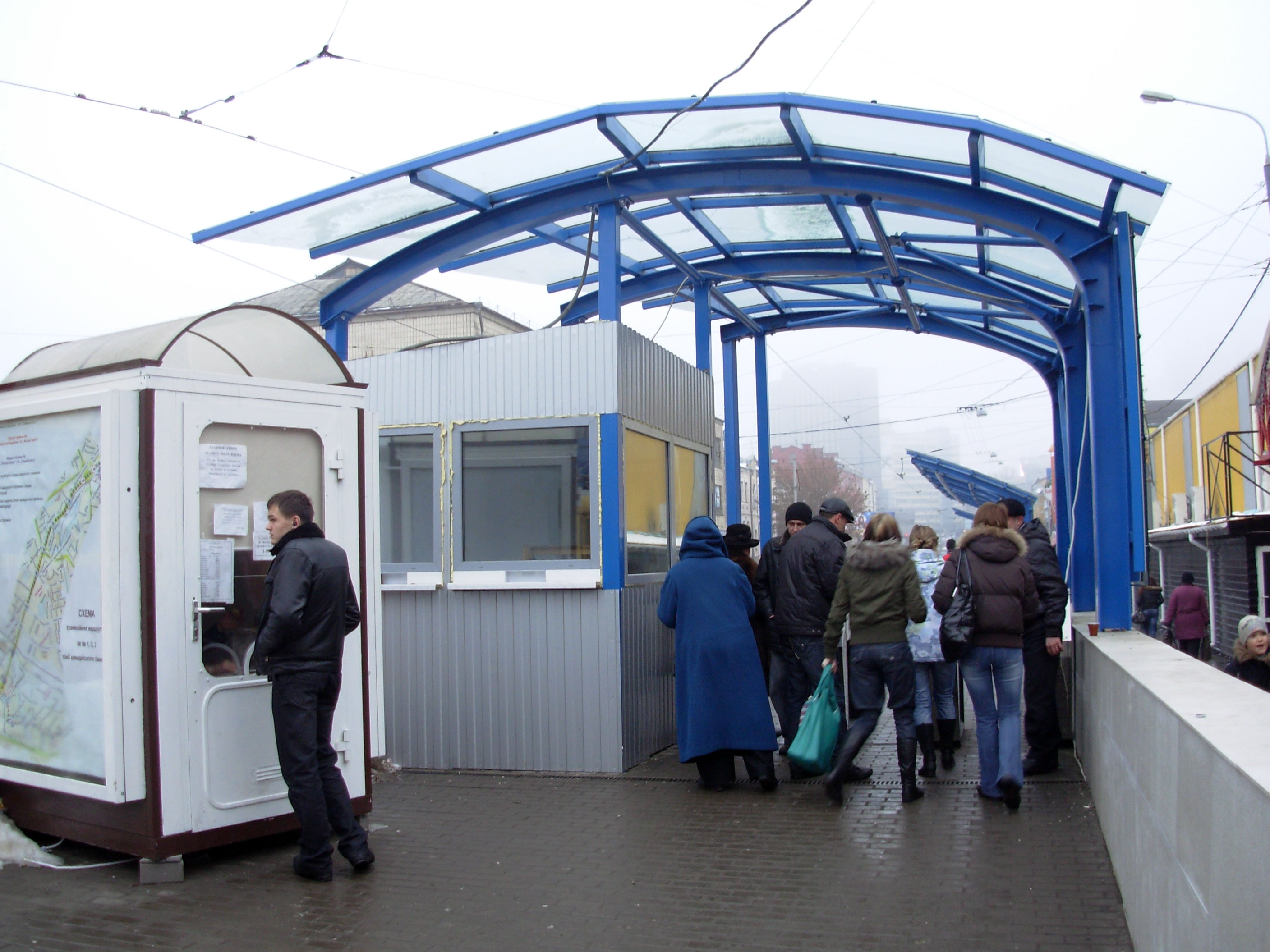
Вхід на станцію
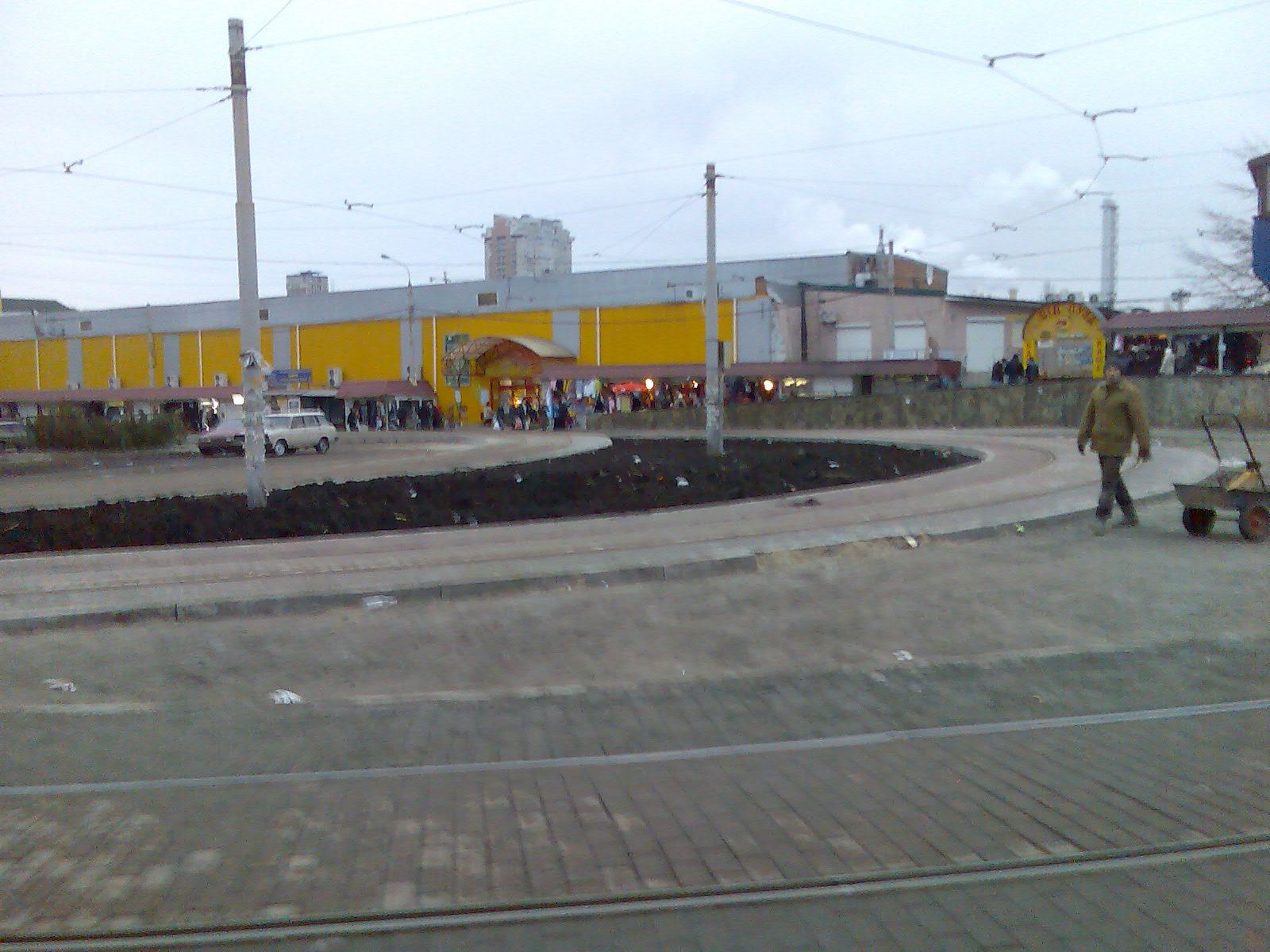
Станція у 2007 році (до реконструкції)